# 山萆蓣
山萆蓣（学名：Dioscorea tokoro）为薯蓣科薯蓣属的植物。分布于日本以及中国大陆的安徽、湖南、江西、贵州、浙江、四川、河南、江苏、福建、湖北等地，生长于海拔60米至1,000米的地区，多生于稀疏杂木林以及竹林下，目前尚未由人工引种栽培。

## 别名
粉萆薢（浙江天台）、土黄连（江苏溧阳）、山萆薢、野老（日本）。

## 外部連結
- 粉萆薢 Fenpixie （页面存档备份，存于） 中藥材圖像數據庫 (香港浸會大學中醫藥學院)